# 中村純一
中村 純一（なかむら じゅんいち、1901年（明治34年）10月28日 - 1985年（昭和60年）10月2日）は、昭和期の逓信官僚、政治家。衆議院議員、愛媛県宇和島市長。

## 経歴
愛媛県北宇和郡宇和島町（現宇和島市）で、中村惣八の長男として生まれる。宇和島中学校（現愛媛県立宇和島東高等学校）、第一高等学校を経て、1924年（大正13年）11月、高等試験行政科試験に合格した。1925年（大正14年）東京帝国大学法学部法律学科（英法）を卒業した。
1925年、逓信省に入省し電務局属に任官。以後、逓信局書記官、逓信省事務官、逓信書記官・郵務局規画課長、関東局監理部逓信課長、関東逓信局長、逓信省経理局主計課長、同管理部現業調査課長、同電務局業務課長、興亜院書記官・経済部第三課長、同調査官・華中連絡部在勤、逓信省電務局長、逓信院貯金保険局長などを歴任し、1945年（昭和20年）6月に退官した。
1947年（昭和22年）4月、第23回衆議院議員総選挙に愛媛県第3区から民主党公認で出馬して落選。1949年（昭和24年）1月、第24回総選挙で民主自由党公認で出馬して当選し、衆議院議員に1期在任した。この間、衆議院通商産業委員長、民主自由党政調会逓信部長などを務めた。その後、第25回総選挙に立候補したが落選した。
1955年（昭和30年）5月、宇和島市長に選出され1期在任し、財政再建、来村の合併、市公会堂の建設などに尽力した。その他、関東港湾労務厚生協会長、前田学園理事、日本電話番号簿社長、通信文化振興会理事長、郵政審議会委員などを務めた。

## 脚註
1. 1 2 3 4 5 6 7 8 9 10 11 12 13  『愛媛県史 人物』448頁。
2. 1 2 3 4 5 6 7 8 9  『新訂 政治家人名事典 明治～昭和』447頁。
3. 1 2 3 4 5 6 7 8  『議会制度百年史 - 衆議院議員名鑑』455頁。
4. 1 2 3 4  『大衆人事録 第14版 東京篇』709頁。
5. 1 2 3  『日本官僚制総合事典1868-2000』第2版、248頁。
6. ↑  『衆議院議員総選挙一覧 第23回』509頁。
7. 1 2  『国政選挙総覧 1947-2016』337頁。